# Уть (приток Кильмези)
Уть — река в России, протекает по Красногорскому и Селтинскому районам Удмуртии. Правый приток реки Кильмезь, устье реки находится у деревни Головизнин Язок в 188 км по правому берегу. Длина реки составляет 107 км, площадь водосборного бассейна — 1190 км².

## География
Река Уть берёт начало на Красногорской возвышенности южнее деревни Шахрово в 13 км к юго-западу от села Красногорское. Течёт на запад, затем поворачивает на юг и юго-восток. Течёт преимущественно через елово-берёзовые леса.
В верхнем течении протекает села Курья и Большой Селег, деревни Большие Чуваши, Пивовары, Сычи. В нижнем течении течёт через ненаселённый заболоченный лесной массив.
Устье реки находится у деревни Головизнин Язок. Высота устья — 105,4 м над уровнем моря.

## Притоки
(указано расстояние от устья)
- 24 км: река Турне (лв)
- 47 км: река Чушкец (пр)
- река Сележек (пр)
- 74 км: река Полом (пр)
- река Киселёвка (лв)
- река Колоконка[4] (пр)
- 83 км: река Ботаниха (в водном реестре — река без названия, пр)
- река Осиновка (пр)
- река Сверетей (пр)
- река Каракалайка (лв)

## Данные водного реестра
По данным государственного водного реестра России относится к Камскому бассейновому округу, водохозяйственный участок реки — Вятка от водомерного поста посёлка городского типа Аркуль до города Вятские Поляны, речной подбассейн реки — Вятка. Речной бассейн реки — Кама.